# 大野忠男 (画家)
大野忠男（おおの ただお、1932年 - 没年不詳）は、日本の画家、アイルランド研究家。

## 略歴
埼玉県浦和市出身。1955年東京大学工学部応用化学科卒。科学技師となるが、1963年画家となる。
1966年明治大学工学部建築学科を卒業後、西アジア、ヨーロッパ旅行、1966年オーストリア巡回個展、東ヨーロッパ旅行、1968年北アフリカ、西アジア旅行、1971年窯を作り作陶を始める。1973-1980年アイルランド遺跡拓本採集。
上野学園大学短期大学部教授を務めた。

## 著書
- 『東方への回帰 見て描いた文明批評 紀行』春秋社 1966
- 『大野忠男画集』アポロン社 1971
- 『アイルランドに求めたかみ・ひと・かたち 宗教・社会・芸術のひろがりの中で』泰流社 1981
- 『かみ・ひと・かたち アイルランドの宗教・社会・芸術』泰流社 1987
- 『美術史おぼえ書き 形と心と社会の質のかかわりについて考える 1989』泰流社 1989